# Octopath Traveler
Octopath Traveler é um jogo eletrônico de RPG de aventura desenvolvido pela Square Enix e Acquire e publicado pela Square Enix e Nintendo. Ele foi lançado exclusivamente para Nintendo Switch em 13 de julho de 2018.

## Jogabilidade

Imagem do combate de Octopath Traveler, mostrando o menu de seleção de ações e as informações sobre os inimigos.

Octopath Traveler é um RPG de aventura que é apresentado em uma estética chamada de "HD-2D", que mistura sprites de 16 bits para texturas e personagens com ambientes poligonais e efeitos de alta definição. Há oito personagens jogáveis com suas próprias jornadas e caminhos a serem seguidos. Cada personagem possui um comando único que pode ser usado ao interagir com personagens não jogáveis; por exemplo, o guerreiro Olberic pode desafiar outros para um duelo, enquanto a dançarina Primrose pode atrair outros a seguirem-na, permitindo que eles participem de batalhas ao seu lado.
O combate ocorre em rodadas e o jogador pode utilizar diferentes tipos de armas e ataques, além de habilidades e itens. Os personagens jogáveis recebem pontos de impulso, que podem acumular até cinco, podendo serem usados em sua rodada para atacarem mais de uma vez, aumentarem sua defesa ou potencializarem o efeito de alguma habilidade. Inimigos possuem um contador que diminui a medida que sofrem ataques desferidos por uma arma ou elemento contra a qual são fracos. Quando esse contador é zerado, eles ficam tonteados, perdem uma rodada e podem sofrer mais dano.

## Lançamento
Octopath Traveler foi anunciado em 13 de janeiro de 2017 durante a cerimônia de revelação do Nintendo Switch sob o título provisório de Project Octopath Traveler. Um demo jogável foi disponibilizado na Nintendo eShop em 13 de setembro. O jogo foi lançado mundialmente em 13 de julho de 2018.